# Onderscheiding in het Verenigd Koninkrijk
Er zijn honderden onderscheidingen in het Verenigd Koninkrijk. Dit grote aantal valt gedeeltelijk te verklaren uit de vele oorlogen die het land heeft gevoerd. Men kent een groot aantal ridderorden.

## Lijst van ridderorden in het Verenigd Koninkrijk
- Indische Orde van Verdienste
- Keizerlijke Orde van Verdienste
- Knight Bachelor
- Knight Companion
- Britse koloniale ridderorden
- Keizerlijke Orde van de Kroon van Indië
- Koloniale ridderorden van Groot-Brittannië
- Koninklijke Familie-Orde
- Koninklijke Orde van Victoria
- Koninklijke Orde van Victoria en Albert (Verenigd Koninkrijk)
- Koninklijke Orde van de Welfen (Verenigd Koninkrijk)
- Koninklijke Orde van het Rode Kruis (Verenigd Koninkrijk)
- Koninklijke Victoriaanse Keten (Verenigd Koninkrijk)
- Lesser George
- Lijst van Historische Orden van het Verenigd Koninkrijk
- Lijst van ridders in de Orde van de Kousenband
- Orde van Birma (Verenigd Koninkrijk)
- Orde van Brits-Indië
- Orde van Lijden van Christus (Engeland en Frankrijk)
- Orde van Sint-Michaël en Sint-George
- Orde van Voorname Dienst (Verenigd Koninkrijk)
- Orde van de Eregezellen (Verenigd Koninkrijk)
- Orde van de Distel
- Orde van de Kousenband
- Orde van de Ridders van de Haas
- Orde van de Ster van Indië (Verenigd Koninkrijk)
- Orde van het Bad
- Orde van het Britse Rijk (Verenigd Koninkrijk)
- Orde van het Geloof en de Rede
- Orde van het Indische Keizerrijk
- Order of Merit (Verenigd Koninkrijk)
- Orde van Sint-Patrick (Verenigd Koninkrijk)
- Orde van Sint-Jan (Verenigd Koninkrijk)